# 双辽站
双辽站位于中国吉林省双辽市郑家屯街道，为沈阳铁路局通辽车务段管辖的车站。经过铁路有平齐铁路以及大郑铁路。

## 历史
郑家屯站原为一等站，隶属锦州铁路局郑家屯铁路分局。后随郑家屯铁路分局迁至通辽，现为二等站。
2008年7月26日，双辽市市区郑家屯站粮食运输战略装车点正式启用。
2014年5月12号此站更名为双辽站并启用新站舍，原站舍随后废弃。